# كيشيرو هيغوشي

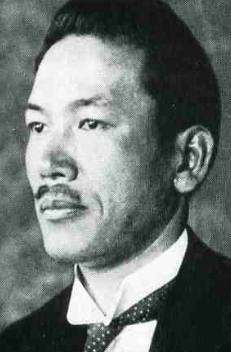
هيشيرو هيغوشي

كيشيرو هيغوشي (باليابانية: 樋口 季一郎) ، من مواليد 20 أغسطس 1888 ، وتوفي بتاريخ 11 أكتوبر 1970 ، وهو ضابط عسكري ياباني برتبة فريق الملازم ، شارك في الحرب العالمية الثانية ، ومسؤول عسكري في الجيش المنطقة الخامسة الياباني ، كما كان مشرفاً عسكريا في منطقة منشوريا.